# Lado Piščanc
Ladislav "Lado" Piščanc anche Piščanec, alle volte italianizzato in Ladislao Pisacane (Trieste, 16 giugno 1914 – Circhina, 4 febbraio 1944) è stato un presbitero e poeta sloveno.

## Biografia
Nato in una famiglia di lingua slovena e con connotazioni nazionaliste e cattoliche a Barcola, frazione di Trieste, all'epoca austro-ungarica, era il quarto di cinque figli (oltre a lui Anica, Zora, Marta e Mira). Svolti gli studi primari a Gorizia, nel 1926 entrò nel locale seminario minore, ma lo stesso anno il padre Rafael - impiegato delle Regie Poste - condividendo la sorte di molti sloveni e croati che lavoravano nel pubblico impiego venne trasferito a Pisa, seguito un anno dopo dall'intera famiglia. Tornato a Gorizia, Lado Piščanc terminò gli studi seminariali, ove venne particolarmente colpito dagli insegnamenti dei padri Leopold Cigoj e Ivo Juvančič, vicedirettore dell'istituto. L'ordinazione sacerdotale ebbe luogo l'11 giugno 1938. Prestò quindi il suo primo servizio nella parrocchia di Sant'Ignazio a Gorizia, in seguito fu cappellano a San Vito di Vipacco (Podnanos). In tutti gli anni del suo sacerdozio mantenne sempre vivo l'interesse per la letteratura e in particolare per la poesia, nel contempo sviluppando una forte spiritualità, come testimoniano diverse pagine del suo diario personale. Dal 1941 al 1944 fu cappellano a Circhina.

### La morte
In seguito all'armistizio dell'8 settembre 1943, gran parte della Slovenia fu occupata dalla Germania e nella regione fu costituita la Zona d'operazioni del Litorale adriatico sotto il diretto controllo tedesco. Circhina nel 1944 era il principale centro della vasta zona liberata sotto il controllo del IX Korpus sloveno, che vi aveva installato l'Ospedale partigiano Franja e una scuola per Sottufficiali del Fronte di Liberazione del Popolo Sloveno (OF), che si era poi trasferita altrove per lasciare il posto a una scuola di partito. I tedeschi erano a conoscenza dell'attività partigiana nella zona e - con l'obiettivo di colpire la scuola per sottufficiali - la mattina del 27 gennaio attaccarono la cittadina compiendovi una strage che causò 49 vittime tra i partigiani e una vittima minorenne tra la popolazione civile. Nel dopoguerra, Andrej Kranjec, all'epoca dei fatti ufficiale del Servizio di sicurezza e di informazione (VOS) dei reparti sloveni, affermò che il blitz tedesco avvenne in seguito alla soffiata di un partigiano infiltrato come spia a favore della Gestapo, ma secondo lo storico Boris Mlakar non ci sono riscontri per tale ricostruzione. Nei giorni immediatamente successivi all'attacco, tuttavia, prese piede l'ipotesi di un tradimento e quindici persone di Circhina - tra cui anche don Piščanc - furono arrestate con l'accusa di delazione e fucilate per ordine del VOS. Si salvò dalla fucilazione e dal successivo lancio dei corpi da un crinale solo un giovane, che venne ritenuto morto.
I dubbi sulla colpevolezza dei fucilati sorsero quasi immediatamente, ma il regime jugoslavo impose sull'evento un'interpretazione secondo la quale i quindici erano dei traditori. Solo a seguito dell'indipendenza slovena (1991) ebbe luogo il completo scagionamento da tutte le accuse, purtuttavia in un cippo elevato nella località di Brdci presso Circhina Piščanc e gli altri fucilati continuano ad essere definiti «traditori».

## Opere
Piščanc scrisse la sua prima poesia a Pisa nel 1930. Le prime ad essere pubblicate apparvero sulla rivista Mladika nel 1938, grazie all'interessamento del suo direttore, il sacerdote Fran Saleški Finžgar. Nel 1942 Piščanc raccolse le sue opere nel volume Pesmi zelene pomladi, pubblicato postumo a Gorizia nel 1950 per iniziativa della sorella Zora. Le poesie di Piščanc fanno riferimento al mondo in cui vive, in particolare l'ambiente del Carso; toccati sono anche temi religiosi o di attualità, che riflettono le difficoltà dei suoi tempi. Fra le opere in prosa sono da ricordare il racconto Zgodba kaplana Simona (pubblicato nella rivista Kmečki glas nel 1954), e il suo diario V zelenih daljavah božje bodočnosti - iniziato alla fine di agosto del 1930, con l'ultima annotazione del 24 novembre 1943 - pubblicato a puntate dalla rivista triestina Mladika fra il 1978 e il 1980.